# Tanacistikola
Tanacistikola (Cisticola restrictus) är en fågel i familjen cistikolor inom ordningen tättingar.

## Utbredning och systematik
Fågeln återfinns i nordöstra Kenya, i Tanaflodens nedre avrinningsområde. Den behandlas som monotypisk, det vill säga att den inte delas in i några underarter.

## Status
IUCN placerar arten i kategorin kunskapsbrist.